# Osman Yıldırım
Osman Yıldırım (ur. 25 marca 1996 roku) – turecki zapaśnik walczący w stylu klasycznym. Zajął piąte miejsce na mistrzostwach świata w 2021. Złoty medalista igrzysk Solidarności Islamskiej w 2017 i srebrny w 2021. Siódmy na igrzyskach europejskich w 2019. Wygrał igrzyska śródziemnomorskie w 2022. Czwarty w Pucharze Świata w 2022, a także drugi w zawodach indywidualnych w 2020. Triumfator akademickich MŚ w 2018. 
Drugi na MŚ juniorów w 2016, a trzeci w 2014 i 2015. Trzeci na ME juniorów w 2015 i 2016. Drugi na MŚ U-23 w 2018 i trzeci w 2019. Wygrał ME U-23 w 2017; drugi w 2018; trzeci w 2019 roku.